# 마린코 프르가
마린코 프르가(Marinko Prga, 1971년 1월 1일 ~ )는 크로아티아의 배우이다.
스플리트에서 태어났다.

## 영화
- 러브 라이프 오브 어 젠틀 카워드 (2009년)
- 스톰 (2009년)
- 헌팅 파티 (2007년)
- 워 랜드 (2007년) - 말리 역
- 원더풀 나잇 인 스플릿 (2004년)
- 목격자들 (2003년)